# Bulgariendeutsche
Bulgariendeutsche (bulgarisch немци nemtsi oder германци germantsi) sind eine sprachliche Minderheit in Bulgarien. Obwohl sich nach der Volkszählung von 2001 ihre Zahl nur noch auf 436 belief, hat die Ansiedlung von Deutschen eine lange und ereignisreiche Geschichte und bestand aus mehreren Ansiedlungwellen, die erste davon im Mittelalter.

## Geschichte

### Frühe Besiedlung
Sächsische Bergleute (bulgarisch саси sasi) siedelten danach in den erzreichen Regionen Südosteuropas. Im 13. und 14. Jahrhundert kamen ebenfalls Deutsche aus dem Harz und Westfalen hinzu und siedelten sich in der Gegend von Tschiprowzi im heutigen Nordwesten Bulgariens (damals Teil des Zweiten Bulgarischen Reich) zur Förderung von Erz im westlichen Balkangebirge an. Dort erhielten sie Sonderrechte durch den bulgarischen Zar Iwan Schischman.
Die Bergleute brachten den römisch-katholischen Glauben in diesen Teil des Balkans, jedoch verließen die meisten nach der Eroberung durch das Osmanische Reich das Land wieder. Der verbleibende Teil wurde nach Verehelichung mit ortsansässigen Frauen bis zur Mitte des 15. Jahrhunderts „bulgarisiert“. Hinweise auf die Assimilation finden sich in den Heiratsregistern dieser Zeit, in denen deutsche Namen mit slawischen Suffixen versehen wurden. Neben der Verbreitung des Katholizismus nahmen die Sachsen durch die deutsche Sprache auch Einfluss auf das in diesem Gebiet gebräuchliche Vokabular und führten außerdem eine Reihe von Bergbautechniken sowie metallbearbeitende Werkzeuge in Bulgarien ein.
Erzschürfende deutsche Bergleute hinterließen ihre Spuren auch in den zwischen Bulgarien und der heutigen Republik Mazedonien gelegenen Osogowo- und Belasiza-Gebirgen, sowie in der Gegend um Samokow im Rila-Gebirge, in verschiedenen Teilen der Rhodopen und um Etropole. Auch sie wurden assimiliert, allerdings ohne hier den Katholizismus zu verbreiten.
Nach ihrer Vertreibung aus Ungarn (1376) und Bayern (1470) siedelten deutschsprechende Aschkenasen in bulgarischen Landen.

### Nach der Befreiung Bulgariens 1878

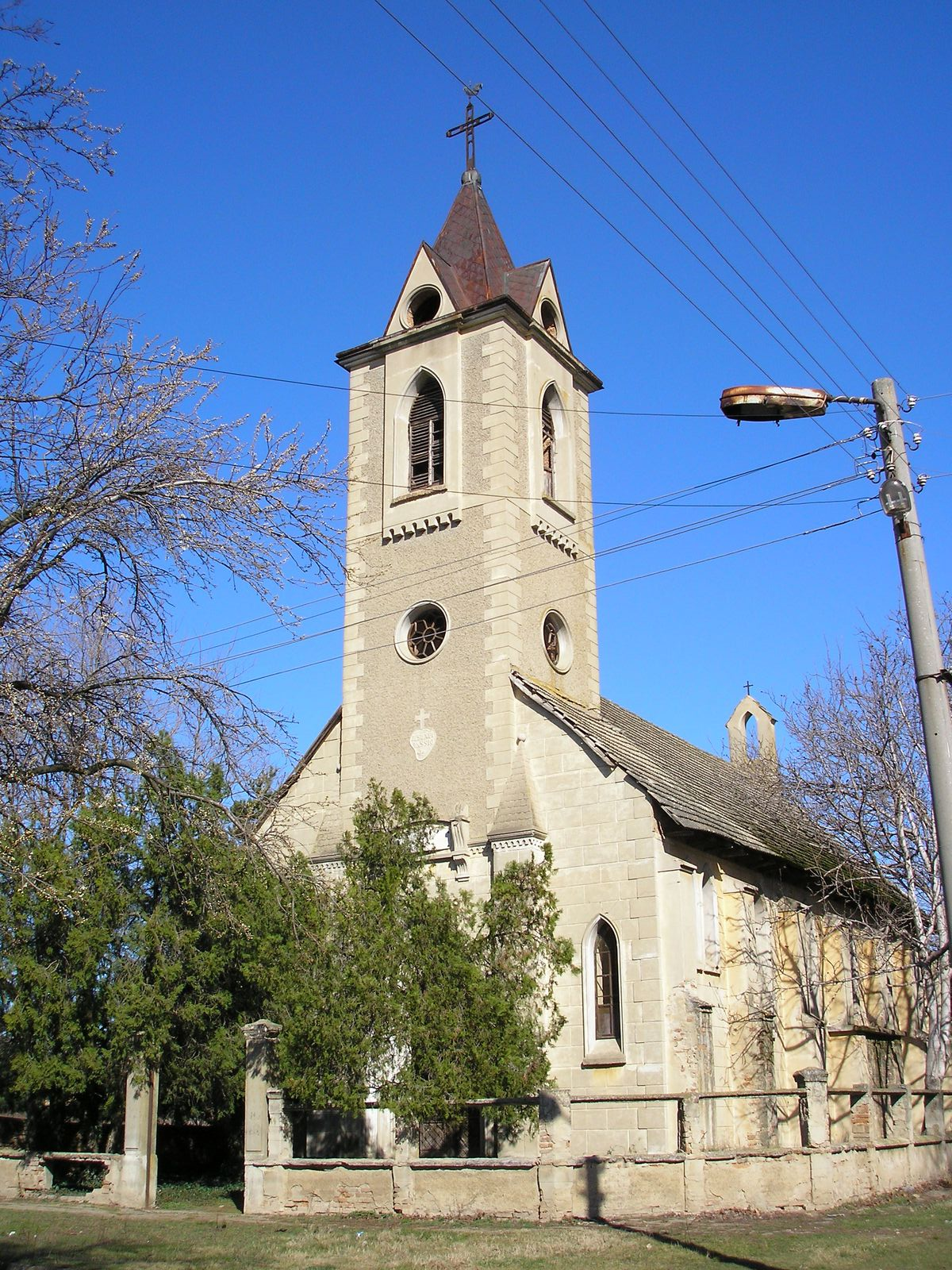
Römisch-katholische deutsche Kirche in Bardarski Geran

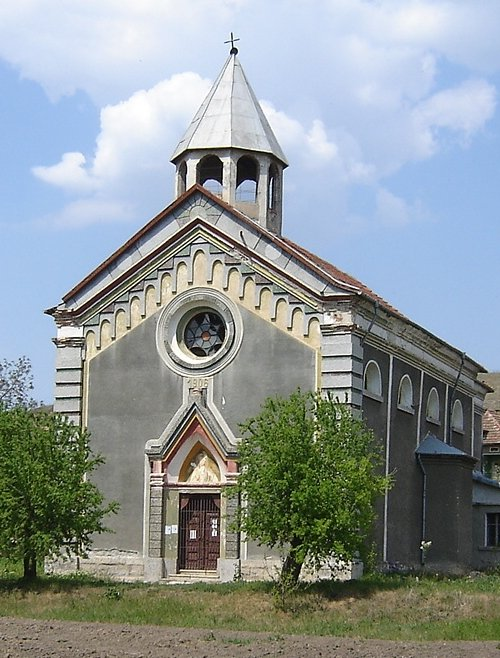
Römisch-katholische deutsche Kirche in Gostilya

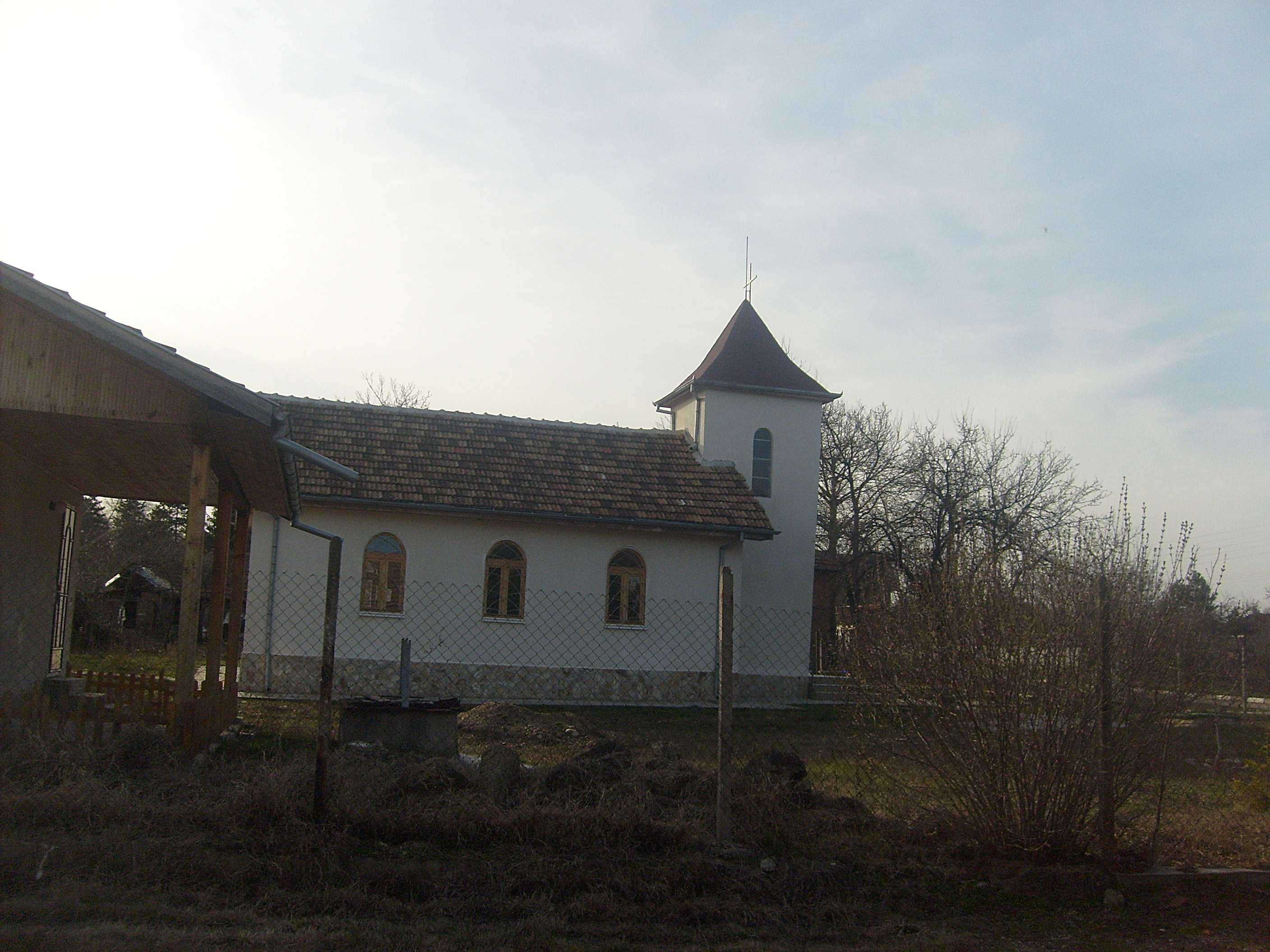
Evangelische Kirche in Voyvodovo

Die der Befreiung Bulgariens 1878 und der Wiederherstellung der Monarchie in Bulgarien folgenden vier Zaren Alexander I., Ferdinand I., Boris III. und Simeon II. waren deutscher Abstammung, die drei letztgenannten aus dem Haus Sachsen-Coburg und Gotha. Deutsche Architekten wie Friedrich Grünanger und Viktor Rumpelmayer entwickelten eine umfassende Bautätigkeit in Bulgarien.
Bis zum Zweiten Weltkrieg bestand in einigen verstreut über das nördliche Bulgarien gelegenen Dörfern eine kleine, aber bemerkenswerte ländliche deutsche Bevölkerung.
Die ersten Siedler dieser Gruppen waren Banater Schwaben aus dem Gebiet des rumänischen Banats um Temeswar. Sie sprachen Dialekte, die noch von der ursprünglichen Herkunft zeugten, so zum Beispiel tirolerisch, alemannisch, oder bairisch. Am 17. April 1893 zogen die ersten sieben Familien donauabwärts bis zur bulgarischen Hafenstadt Orjachowo. Von da aus zogen sie weiter, bis sie am 19. April 1893 das Dorf Bardarski Geran in der Oblast Wraza erreichten, welches seit 1887 von Banater Bulgaren bewohnt wurde.
In den Folgejahren trafen immer mehr deutsche Familien in dem Dorf ein, bis ihre Anzahl einen Höchststand von 95 Familien erreichte. Die Deutschen, die wie die Banater Bulgaren überwiegend katholisch waren, zelebrierten ihren Glauben zunächst gemeinsam in der bulgarischen katholischen Kirche. 1894 wurde ein polnischer Geistlicher mit deutschen Sprachkenntnissen ins Dorf berufen, so dass ab dieser Zeit deutsche Messen gehalten und Lieder in deutscher Sprache gesungen werden konnten.
Nach Konflikten mit den ansässigen Bulgaren bauten die deutschen Siedler in Bardarski Geran 1930 eine eigene römisch-katholische Kirche im Stil der Neugotik. In der Folge wurden deutsche Chöre gegründet, und 1932 eine deutsche Schule errichtet, die den provisorischen Deutschunterricht ablöste. 1935 erreichte die Anzahl der Schüler mit 82 ihren Höchststand, wovon 50 deutschen und 32 bulgarischen Hintergrund hatten. 1936 belief sich die Zahl der deutschstämmigen Bewohner auf 282.
Weitere deutschstämmige Siedler siedelten aus dem Banat nach Gostilya in der Oblast Plewen und Voyvodovo in der Oblast Wraza über, wo sie mit evangelischen Tschechen und Slowaken sowie mit Banater Bulgaren in den Dörfern zusammen lebten.
Eine weitere von Deutschen besiedelte Ortschaft war das 1899 gegründete Dorf Tsarev Brod in der Oblast Schumen.
Hier lebten Anfang des 20. Jahrhunderts ungefähr 70 dobrudschadeutsche, bessarabiendeutsche und banatschwäbische Familien mit verschiedenen anderen Ethnien zusammen und betrieben in dem Ort eine private Schule. 1939 war der überwiegende Teil der Dorfbevölkerung katholisch, die Zahl der Gemeindeglieder belief sich auf 420.
In der Süddobrudscha, die vor 1913 und seit 1940 Teil Bulgariens war, bestand ebenfalls seit 1903 eine dobrudschadeutsche Gemeinde namens Ali Anife (Kalfa), die heute den Namen Dobrevo trägt und in der Oblast Dobritsch liegt. Die Kolonisten stammten aus Cherson und von der Halbinsel Krim (siehe auch:  Krimdeutsche) in der heutigen Ukraine. Die Kirche des Ortes wurde am 23. Oktober 1911 eingeweiht. 1939 hatte das Dorf eine Gesamtbevölkerung von 285, wovon 129 deutschstämmig waren. Der Ort trug in den 1940er Jahren kurzzeitig den Namen Germantsi, 1943 lebten dort 150 katholische Gläubige.
Deutsche siedelten auch als Teil der aus West- und Mitteleuropa stammenden Gruppe der sogenannten Levantiner vom unteren Lauf der Donau in den größeren Städten Bulgariens, so in Russe, Warna, Weliko Tarnowo, Swischtow und Widin. In den 1860er und 1870er Jahren, zur Zeit des damaligen Kaisertum Österreichs, belief sich ihre Zahl in Russe auf 200–300. Die erste bulgarische Volkszählung 1883 ergab dort 476 Deutsche, die damit die fünftgrößte Volksgruppe der Stadt stellten.
Ein Großteil der deutschen Bevölkerung in Bulgarien wurde in der Zeit des Nationalsozialismus mit der Initiative Heim ins Reich in die damaligen Grenzen des Deutschen Reichs umgesiedelt. So wurden 2.150 deutschstämmige bulgarische Bürger im Jahr 1943 aus dem Land deportiert, darunter 164 aus Bardarski Geran und 33 aus Gostilya.
2003 lebte nur noch eine verschwindend geringe Zahl von Personen deutscher Volkszugehörigkeit im ländlichen Bulgarien, so zum Beispiel zwei ältere Frauen unter den 2.360 Einwohnern von Bardarski Geran, die wegen ihrer Verehelichung mit Bulgaren 1943 nicht umgesiedelt worden waren.